# Mimosa scabrella
A bracatinga (nome científico: Mimosa scabrella) é uma árvore nativa das regiões mais frias do Sul do Brasil que pode ser aproveitada para lenha e também para a construção e mobiliário.
É uma excelente espécie a ser usada em recuperação de áreas degradadas, pois possui um rápido crescimento.
Esta árvore vem sendo explorada para criação de energia alternativa, sendo a Europa o maior consumidor da árvore para este fim. 
A bracatinga é uma importante forrageira melífera, visto que floresce em períodos de escassez de pólen e atrai cochonilhas que secretam um líquido açucarado, utilizado pelas abelhas para a fabricação do "mel de casca de bracatinga". 
Sua madeira tem alto poder calorífico, podendo ser aproveitada como um excelente combustível, potencial que pode ser explorado em reflorestamentos desta espécie.
A recomposição das florestas do Sul pode ser acelerada com o uso da bracatinga, diversificando a renda do homem do campo e permitindo outras formas de uso renovável das matas nativas.